# Россана
Россана (итал. Rossana) — коммуна в Италии, располагается в регионе Пьемонт, в провинции Кунео.
Население составляет 949 человек (2008 г.), плотность населения составляет 50 чел./км². Занимает площадь 19 км². Почтовый индекс — 12020. Телефонный код — 0175.
В коммуне 15 августа особо празднуется Успение Пресвятой Богородицы. Покровителем коммуны почитается святой Грат из Аосты, празднование 9 сентября.

## Демография
Динамика населения:

## Администрация коммуны
- Официальный сайт: http://www.comune.rossana.cn.it